# آرسیکیار
آرسیکیار (به اسپانیایی: Arcicóllar) یک شهرستان در اسپانیا است که در استان تولدو واقع شده‌است.

## خصوصیات
آرسیکیار ۳۱ کیلومترمربع مساحت و ۷۲۰ نفر جمعیت دارد و ۵۴۴ متر بالاتر از سطح دریا واقع شده‌است.